# Charlotte Berend-Corinth
Charlotte Berend-Corinth (25 de maio de 1880 – 10 de janeiro de 1967) foi uma pintora e artista judia alemã na Secessão de Berlim. Ela foi casada com o pintor alemão Lovis Corinth.

## Vida
Charlotte Berend estudou belas artes na Royal School of Art in Berlin e no Museu de Artes Decorativas de Berlim, ensinada por Eva Stort e Max Schäfer. Em 1901, ela foi a primeira aluna da escola particular de arte de Lovis Corinth, que se apaixonou por ela. Ela se tornou sua modelo para uma série de pinturas, incluindo Portrait of Charlotte Berend in a White Dress. Em 26 de março de 1903, ela se casou com Corinth e mudou seu nome para Berend-Corinth. Em 13 de outubro do mesmo ano, seu filho Thomas Corinth nasceu, e sua filha Wilhelmine Corinth nasceu em 13 de junho de 1909.